# NGC 1955
NGC 1955 (còn được gọi là ESO 56-SC121) là một cụm sao mở liên kết với một tinh vân phát xạ nằm trong chòm sao Dorado. Tinh vân này là một phần của vùng H II  là một phần của Đám mây Magellan Lớn và được James Dunlop phát hiện vào ngày 3 tháng 8 năm 1826.  Cấp sao biểu kiến của nó là 9.0 và kích thước của nó là 1,8 phút.